# Valaire
 Valaire  es una población y comuna francesa, en la región de Centro, departamento de Loir y Cher, en el distrito de Blois y cantón de Contres.

## Demografía
| 101 | 88 | 91 | 86 | 82 | 87 |
| Para los censos de 1962 a 1999 la población legal corresponde a la población sin duplicidades (Fuente: INSEE [Consultar]) |    |    |    |    |    |